# Éliane de Meuse
Éliane Georgette Diane de Meuse, née à Bruxelles le 9 août 1899 et morte à Forest le 3 février 1993, est une artiste peintre belge.
Elle est l'épouse de Max Constant Armand Van Dyck. Tous deux suivent les cours des mêmes professeurs à l'Académie royale des beaux-arts de Bruxelles.

## Biographie
Éliane de Meuse s'initie au dessin à l'âge de 14 ans avec Ketty Hoppe, l'épouse du peintre Victor Gilsoul. Elle fréquente l'atelier particulier de Guillaume Van Strydonck, cofondateur du cercle Les XX et ami de James Ensor, en même temps qu'elle reçoit les conseils du sculpteur Marcel Rau (Prix de Rome belge - 1908). En 1916, Éliane de Meuse décide de devenir peintre. Elle entre à l'Académie royale des beaux-arts de Bruxelles, où elle étudie le dessin chez Jean Delville (Prix de Rome belge - 1895) et la peinture d'après nature chez Herman Richir. Elle y rencontre son futur époux, le peintre et dessinateur Max Van Dyck, qui obtient le Grand Prix de Rome belge en 1920 à l'âge de 17 ans.
En 1921, Éliane de Meuse décroche le prix Godecharle créé en 1881 par Napoléon Godecharle, le fils de Gilles-Lambert Godecharle, décerné jusqu'alors aux seuls peintres masculins.
Dans son rapport au ministre, le président du jury signale les qualités de style de la composition. Le jury, composé d’Émile Claus, d'Albert Ciamberlani et d'Armand Rassenfosse, y désigne à l’unanimité et sans discussion le tableau d'Éliane de Meuse comme méritant l’attribution du prix. Le président du jury précise : « Cette toile se place à tous égards bien au-dessus de celles qui ont été soumises. Elle témoigne d’un véritable tempérament de peintre. Le coloris en est robuste tout imprégné de jeunesse et de naïve émotion. Enfin, qualité rare, l’œuvre a du style. C’est plus qu’une promesse, la vie s’y marque intensément.»,. L'œuvre laurée, Daphnis et Chloé (225 × 180 cm), représente deux jeunes gens tendrement enlacés. Son titre s'inspire d'un roman pastoral du même nom attribué à l’auteur grec Longus.
Prémonitoire que cet avis prometteur du président du jury ? C'est selon, à en croire les critiques qui, quinze ans après l'obtention du Prix Godecharle, distinction, à l'époque considérable, selon Paul Caso, ne tarirent pas d'éloges pour saluer son premier passage dans la vie des arts.
« Une révélation... une artiste qui renouvelle l’impressionnisme d’Ensor et de Rik Wouters, qui l’enrichit d’apports nouveaux… ». C'est en ces termes que l'écrivain et critique d’art belge Charles Bernard, la voix la plus autorisée de ce temps là, commentait la première exposition personnelle d’Éliane de Meuse dans un article paru dans La Nation belge le 22 octobre 1936.
Avis partagé par K. de Bergen lequel relève, en regardant les toiles d'Éliane de Meuse, «… le travail du peintre à l'intérieur de la couleur même…» et souligne que « la couleur possède sa vérité propre… » et estime encore que «… c'est à la vibration et non à la violence de la couleur que se mesure le don du coloriste.», ou encore celui de Sander Pierron qui commente en ces termes l'exposition transférée au Cercle artistique d'Anvers « …Cette jeune artiste est appelée à un grand destin; déjà son talent touche à la maîtrise. Depuis Rik Wouters, on ne connaît point dans notre école contemporaine la manifestation d'un si prodigieux talent. Éliane de Meuse est une coloriste de race ; elle saisit les infimes nuances, les harmonise comme s'il s'agissait d'accords de notes : chez elle, tout est musical. ».
Ou encore l'avis d'un certain L. J. qui estime quant à lui qu'il faut placer « …Éliane de Meuse au nombre de peintres les plus sensibles, dans la lignée d'Édouard Manet et de Marcel Jefferys, parmi les praticiens d'une peinture sapide et voluptueuse où tout s'innerve de ce qui déclenche instantanément de dociles réflexes. Tout y est exprimé, en apparence, du premier coup, à la façon de ces exécutants privilégiés qui, les outils aux doigts, sans jamais insister, formulent brillamment ce qu'ils ont à dire sous l'inspiration de la nature... ».

## Principales expositions personnelles
- 1936 : Palais des beaux-arts de Bruxelles à Bruxelles (Belgique)
- 1936 : Cercle artistique d'Anvers à Anvers (Belgique)
- 1981 : Galerie Rencontre à Bruxelles (Belgique)
- 1982 : Kelterhaus-Muffendorf à Bad Godesberg (Bonn, Allemagne)
- 1991 : Rétrospective Éliane de Meuse, une exposition conjointe organisée par la Ville de Bruxelles et la banque du Crédit Général[14], en la Salle de la milice et en la Salle ogivale de l'Hôtel de ville et à la Maison de la Louve, Grand-Place de Bruxelles (Belgique)

## Principales expositions collectives

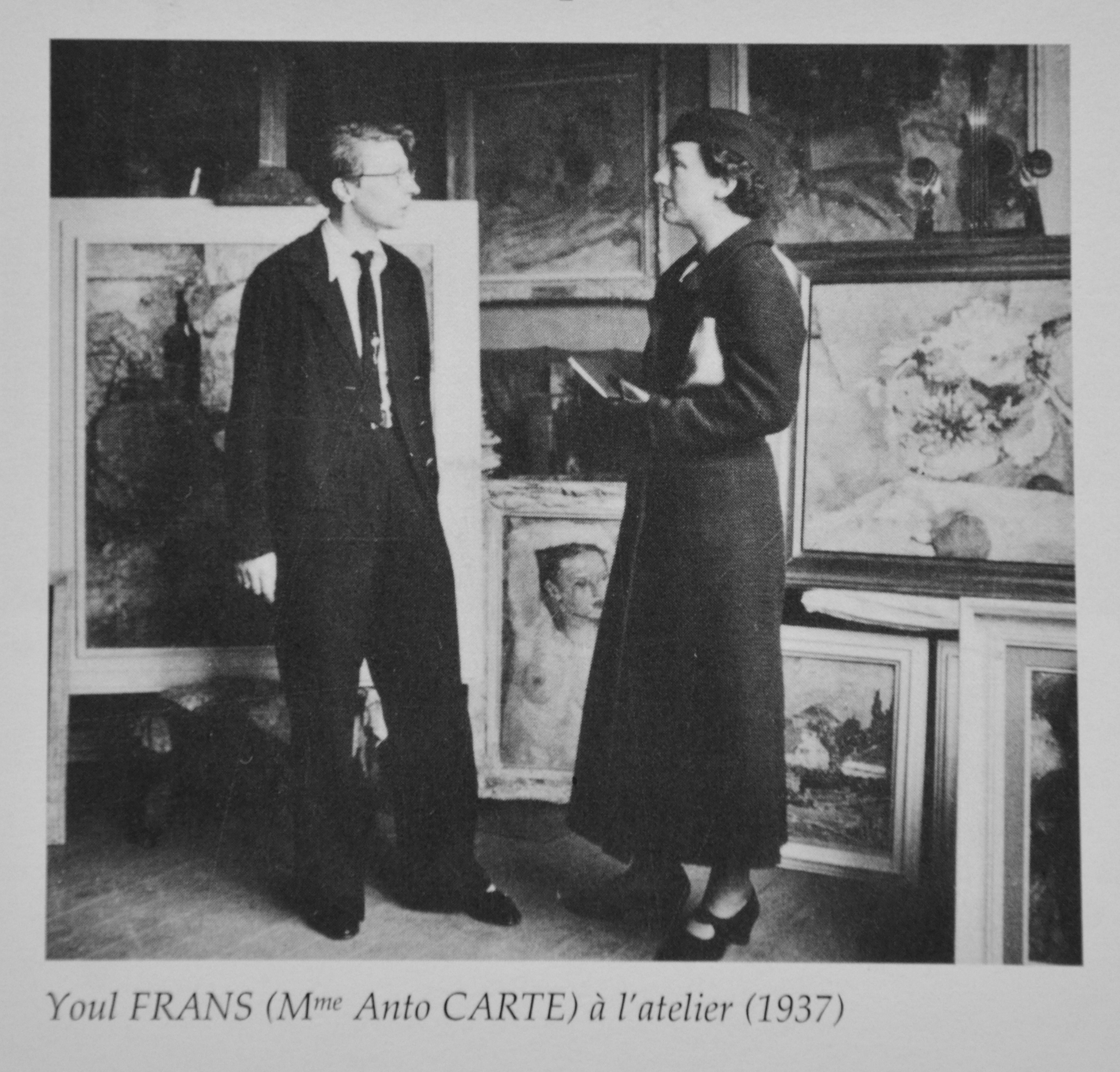
Eliane de Meuse dans son atelier en compagnie de Youl Frans, l'épouse du peintre belge Anto Carte, 1937.

- 1937 : Femmes artistes d'Europe, Galerie nationale du Jeu de Paume à Paris (France)[15]
- 1937-1938 : L'Art belge, à la Fondation Carnegie (Carnegie Museum of Art, Pittsburgh aux États-Unis)[16]
- 1939 : Exposition du Progrès social, Galerie du Palais de la Mairie de Lille (France)
- 1996 : Le Fauvisme brabançon[17], Cercle artistique communal de Waterloo (Les Écuries) à Waterloo (Belgique)

## Œuvres
- Daphnis et Chloé, huile sur toile, (225 × 180 cm) - Prix Godecharle 1921
- Les Dahlias blancs, huile sur toile, ancienne collection d'Élisabeth de Bavière, Reine de Belgique
- Les pantoufles rouges, 1944,  et  , huile sur toile, (71,5 × 80 cm), collection du Musée des beaux-arts de Gand (MSK), cf. monographie Éliane de Meuse, Paul Caso, p. 26, Les Éditions Prefilm, Bruxelles, 1991
- Nature morte au coquillage (60 x 80 cm), s.d., collection privée, Liège.
- L'enfant, huile sur panneau, (60 × 48 cm), collection du Musée des beaux-arts de Tournai, catalogue des peintures et des sculptures du Musée des Beaux-Arts de Tournai, p. 68 (n° d'inventaire 451) imprimé par Casterman S.A. Tournai JL 1494-5054 D.1971, voir également la monographie Éliane de Meuse, Paul Caso, p. 21, Les Éditions Prefilm, Bruxelles, 1991
- Marianne (portrait de sa nièce) , huile sur toile, (81 × 61 cm), collection du Musée des beaux-arts de Tournai, catalogue des peintures et des sculptures du Musée des Beaux-Arts de Tournai, p. 68 (n° d'inventaire 453) imprimé par Casterman S.A. Tournai JL 1494-5054 D.1971, voir également la monographie Éliane de Meuse, Paul Caso, p. 56, Les Éditions Prefilm, Bruxelles, 1991
- Bouquet de fleurs ou Vase aux fleurs,  huile sur toile, (72,5 × 60 cm), collection du Ministère de la Culture - Administration des Beaux-Arts, cf. monographie Éliane de Meuse, Paul Caso, p. 82, Les Éditions Prefilm, Bruxelles, 1991
- Bouquet,  huile sur toile marouflée sur bois, (60 × 50 cm), collection du Musée des beaux-arts de Tournai, catalogue des peintures et des sculptures du Musée des Beaux-Arts de Tournai, p. 68 (n° d'inventaire 452) imprimé par Casterman S.A. Tournai JL 1494-5054 D.1971
- Nu à contre-jour, circa 1920, huile sur toile, ( 99,5 × 80 cm), collection particulière, reproduite dans le dictionnaire Paul Piron, volume 3, p. 234
- Rêverie, 1932, huile sur toile, (80 × 70 cm), cf. plaquette les Concours Godecharle et monographie Éliane de Meuse, Paul Caso, p. 52, Les Éditions Prefilm, Bruxelles, 1991
- Centaurées, huile sur toile, (80 × 70 cm), entrée en janvier 1992 dans la collection de la CBC Banque & Assurance(ex Crédit Général). Cette toile, reprise au catalogue des œuvres exposées en la Galerie du Crédit Général sous le n° 23, fut offerte par l'artiste à la banque en remerciement de leur gracieux soutien.
- Les pantoufles rouges ou Intérieur, huile sur toile, (61,5 × 60,5 cm), collection de la Communauté française de Belgique, cf. monographie Éliane de Meuse, Paul Caso, p. 71, Les Éditions Prefilm, Bruxelles, 1991 et catalogue de l'exposition Le Fauvisme brabançon au Cercle artistique communal de Waterloo (1996), œuvre exposée portant le n° 12, p. 32

## Reportage télévisé
Personnalité à domicile : Éliane de Meuse, Télé-Bruxelles, 1991 (interview réalisée par Éric Russon)